# Сан-Педру-де-Саррасенуш
Сан-Педру-де-Саррасенуш (порт. São Pedro de Sarracenos; МФА: [ˈsɐ̃w ˈpe.dɾu dɨ sa.ʁɐ.ˈse.nuʃ]) — парафія в Португалії, у муніципалітеті Браганса. Розташована в північно-східній частині країни, на теренах історичної португальської провінції Трансмонтана. Входить до складу округу Браганса. За адміністративним поділом, чинним до 1976 року, терени парафії були складовою провінції Трансмонтана і Верхнє Дору. Належить до Брагансько-Мірандської діоцезії Католицької церкви. Патрон — святий Петро. Площа — 15,9080 км². Населення — 366 ос. (2011). Слабо урбанізований регіон. Густота населення — 23,01 осіб/км²
. Код — 040244.

## Населення
| Кількість мешканців | Кількість мешканців | Кількість мешканців | Кількість мешканців | Кількість мешканців | Кількість мешканців | Кількість мешканців | Кількість мешканців | Кількість мешканців | Кількість мешканців | Кількість мешканців | Кількість мешканців | Кількість мешканців | Кількість мешканців | Кількість мешканців |
| ------------------- | ------------------- | ------------------- | ------------------- | ------------------- | ------------------- | ------------------- | ------------------- | ------------------- | ------------------- | ------------------- | ------------------- | ------------------- | ------------------- | ------------------- |
| 1864                | 1878                | 1890                | 1900                | 1911                | 1920                | 1930                | 1940                | 1950                | 1960                | 1970                | 1981                | 1991                | 2001                | 2011                |
| 433                 | 430                 | 535                 | 550                 | 508                 | 461                 | 387                 | 412                 | 453                 | 389                 | 379                 | 333                 | 279                 | 282                 | 366                 |